# Читлук (Промина)
Читлук је насељено мјесто у сјеверној Далмацији. Припада општини Промина у Шибенско-книнској жупанији, Република Хрватска

## Географија
Налази се око 1,5 км сјеверозападно од Оклаја.

## Историја
Насеље се до територијалне реорганизације у Хрватској налазило у саставу некадашње велике општине Дрниш. Читлук се од распада Југославије до августа 1995. године налазио у Републици Српској Крајини.

## Становништво
Према попису из 1991. године, насеље Читлук је имало 272 становника. Према попису становништва из 2001. године, Читлук је имао 158 становника. Према попису становништва из 2011. године, насеље Читлук је имало 112 становника.
| Демографија | Демографија | Демографија |
| Година      | Становника  | Становника  |
| ----------- | ----------- | ----------- |
| 1961.       | 621         |             |
| 1971.       | 465         |             |
| 1981.       | 373         |             |
| 1991.       | 272         |             |
| 2001.       | 158         |             |
| 2011.       |             | 112         |

## Попис 1991.
На попису становништва 1991. године, насељено место Читлук је имало 272 становника, следећег националног састава:
| Попис 1991.‍ | Попис 1991.‍ | Попис 1991.‍ | Попис 1991.‍ | Попис 1991.‍ |
| ----------- | ----------- | ----------- | ----------- | ----------- |
|             |             |             |             |             |
| Хрвати      | Хрвати      |             | 272         | 100%        |
| укупно: 272 |             |             |             |             |